# Naturparker i Portugal
Det finns 13 naturparker (Parques Naturais) i Portugal.
- Parque Natural de Montesinho
- Parque Natural do Douro Internacional
- Parque Natural do Litoral Norte
- Parque Natural do Alvão
- Parque Natural da Serra da Estrela
- Parque Natural do Tejo Internacional
- Parque Natural das Serras de Aire e Candeeiros
- Parque Natural da Serra de São Mamede
- Parque Natural de Sintra-Cascais
- Parque Natural da Arrábida
- Parque Natural do Sudoeste Alentejano e Costa Vicentina - Sydvästra Alentejo och Vicentinekustens naturpark
- Parque Natural do Vale do Guadiana - Guadiana-dalens naturpark
- Parque Natural da Ria Formosa - Ria Formosalagunen

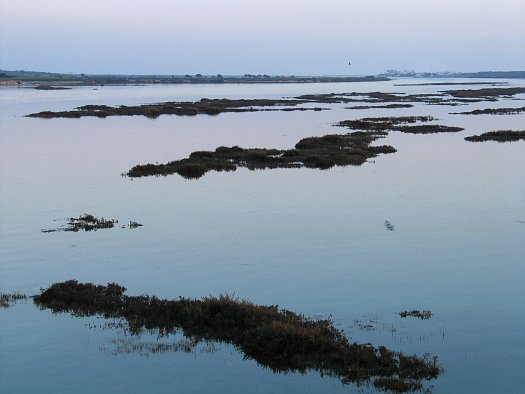
Ria Formosa-lagunen - Quinta do Lago
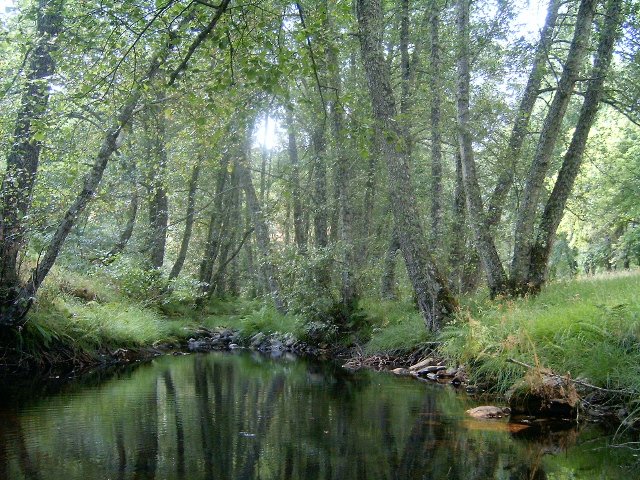
Montesinho Naturpark
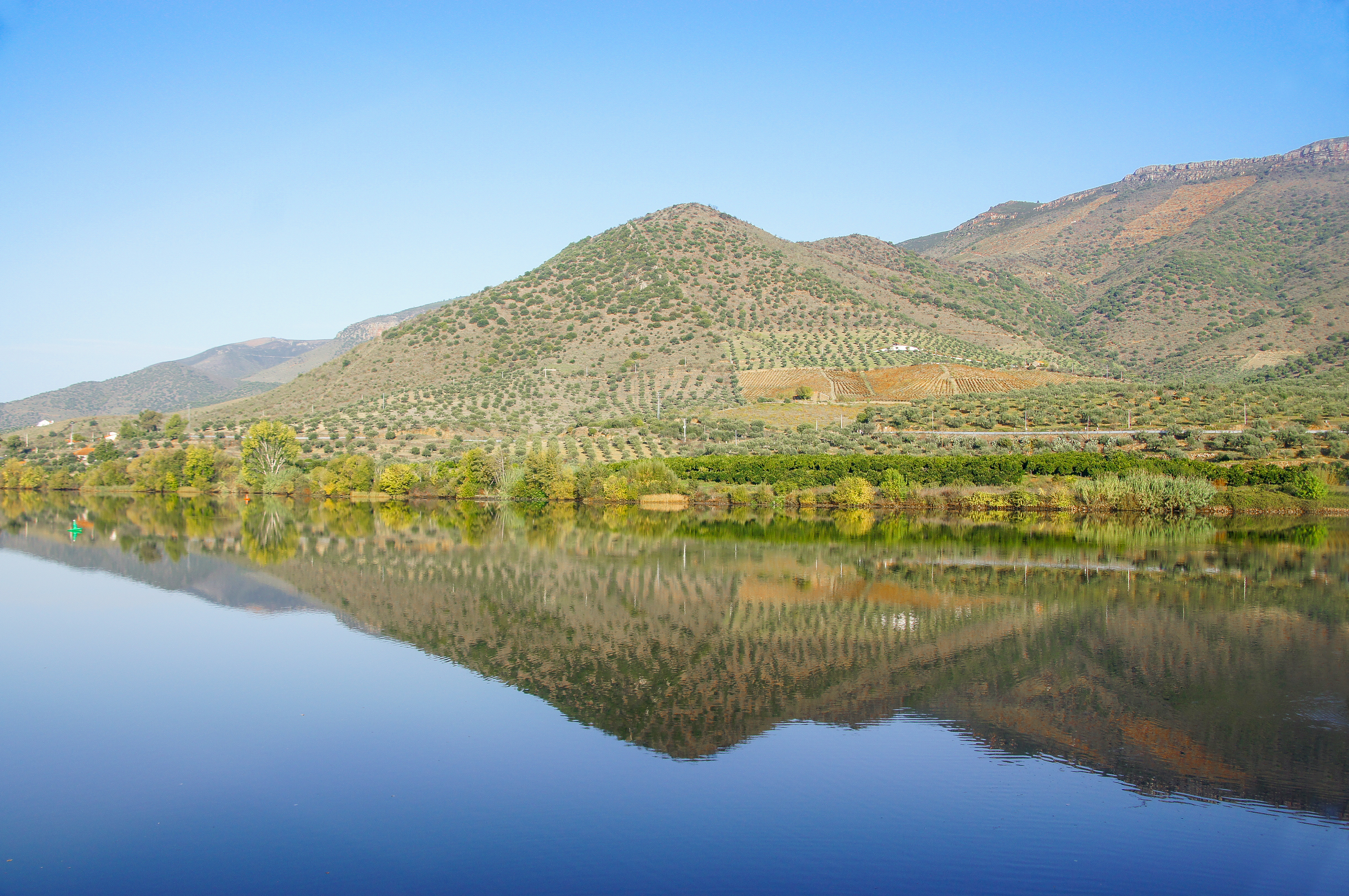
Dourofloden
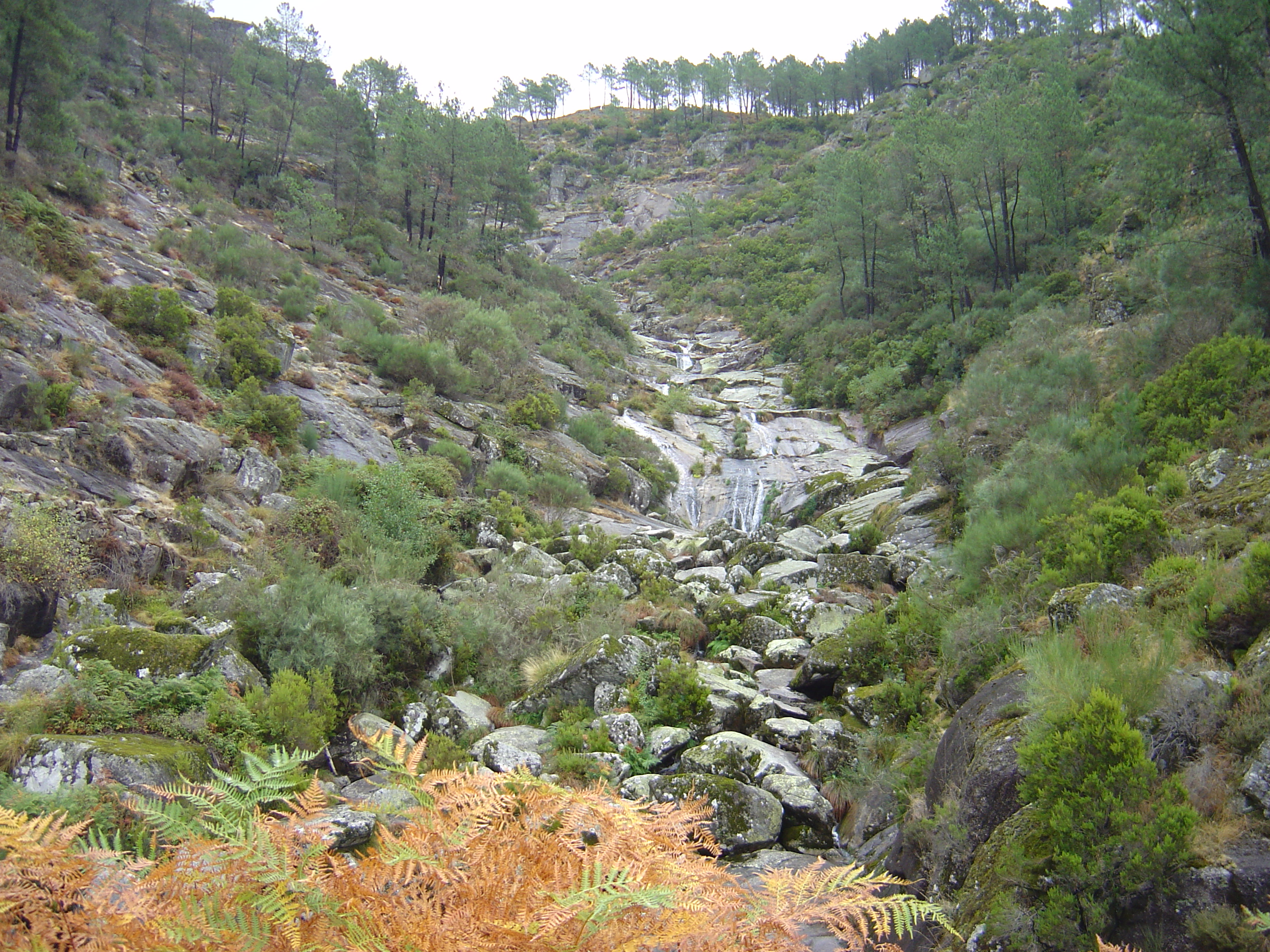
Alvão
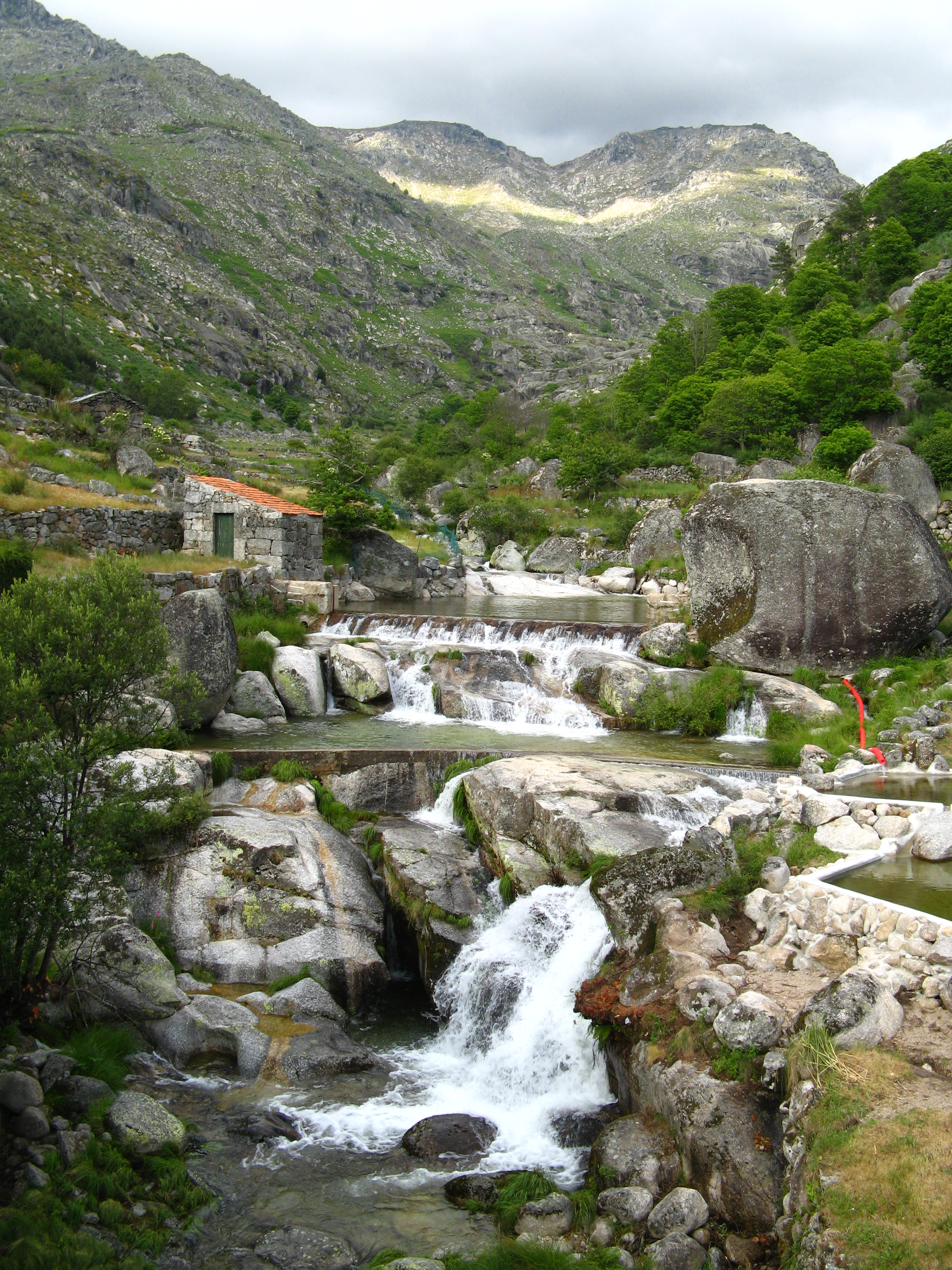
Serra da Estrela
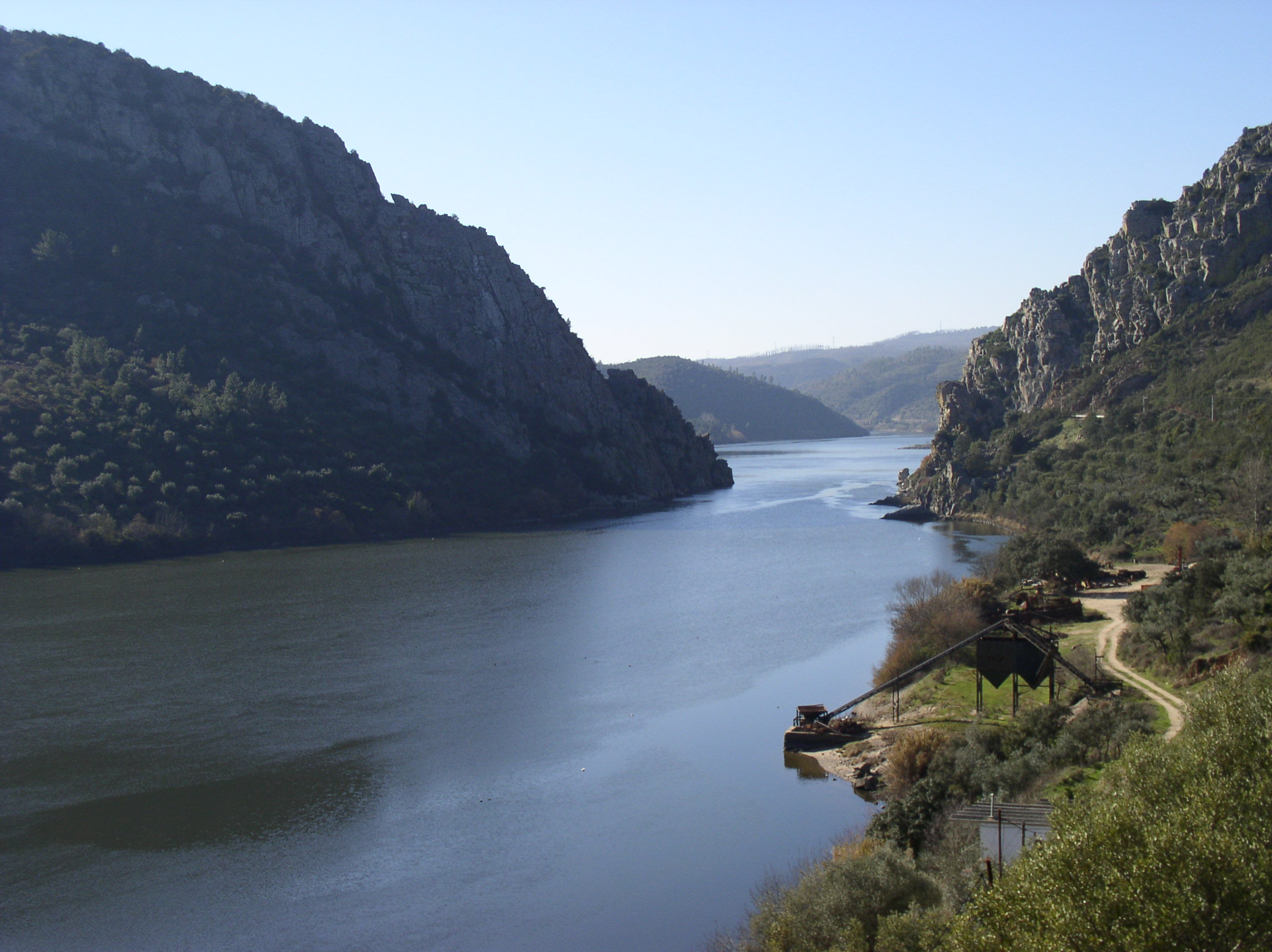
Tejofloden
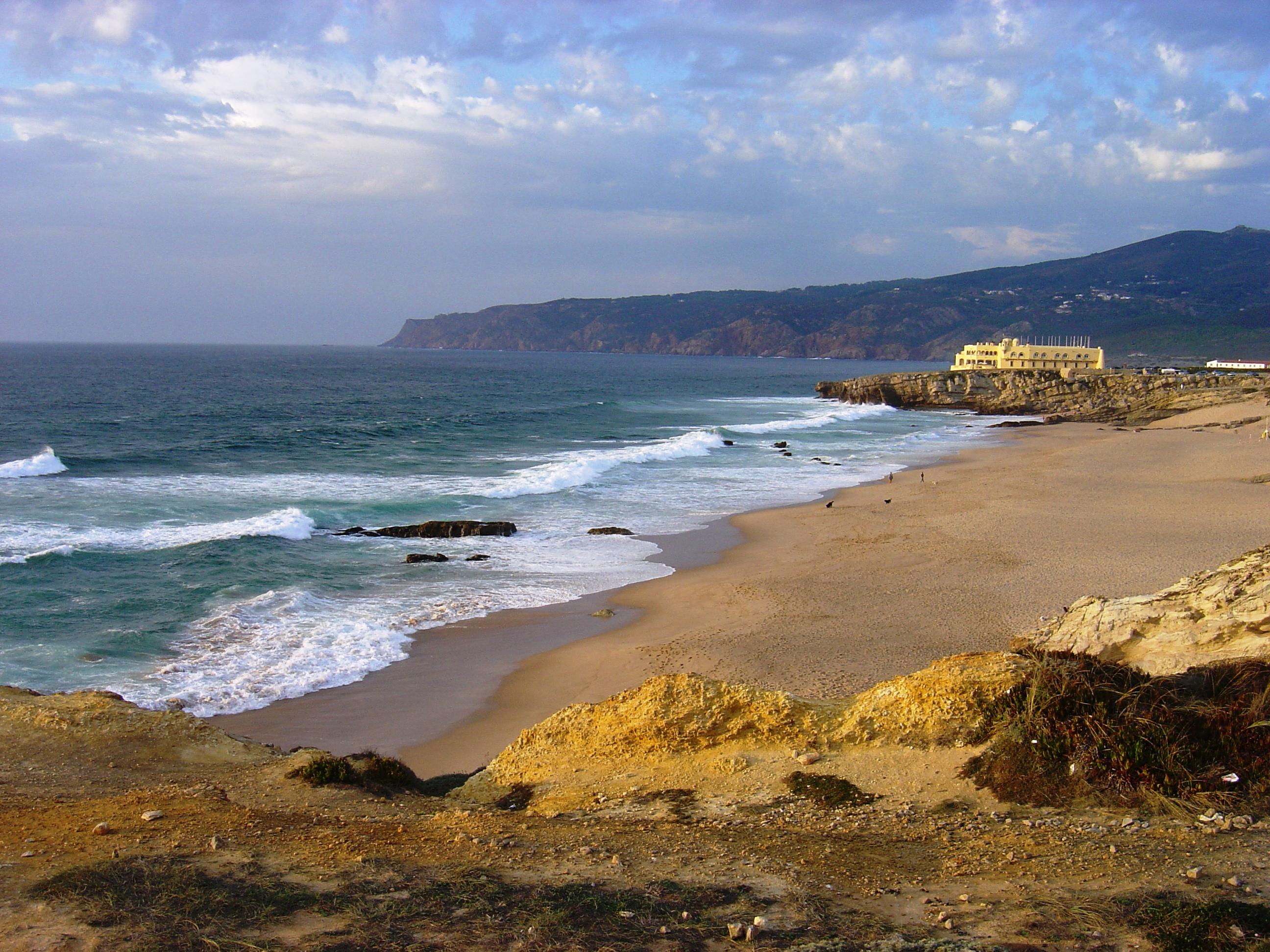
Guinchostranden
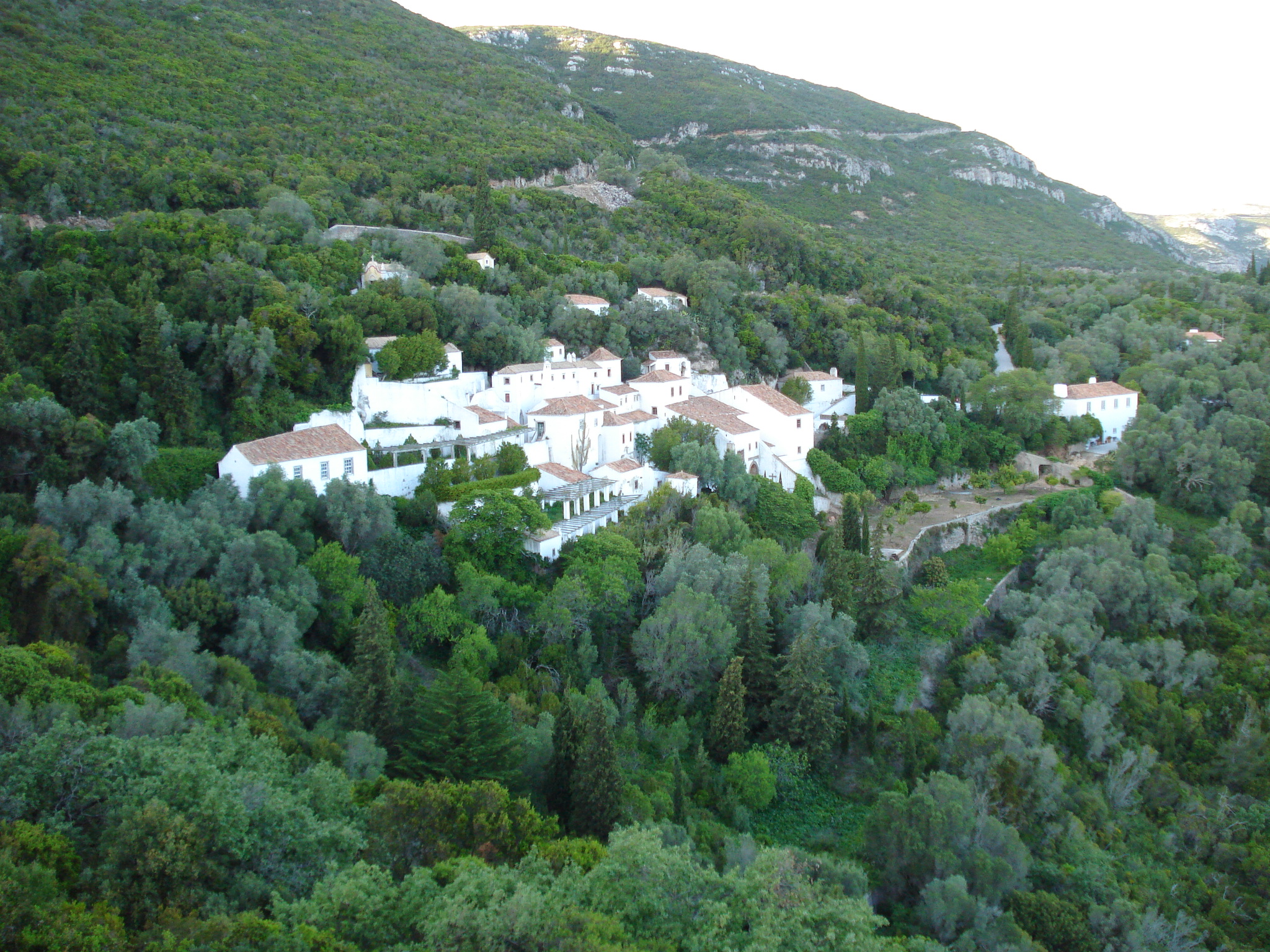
Arrábidaberget
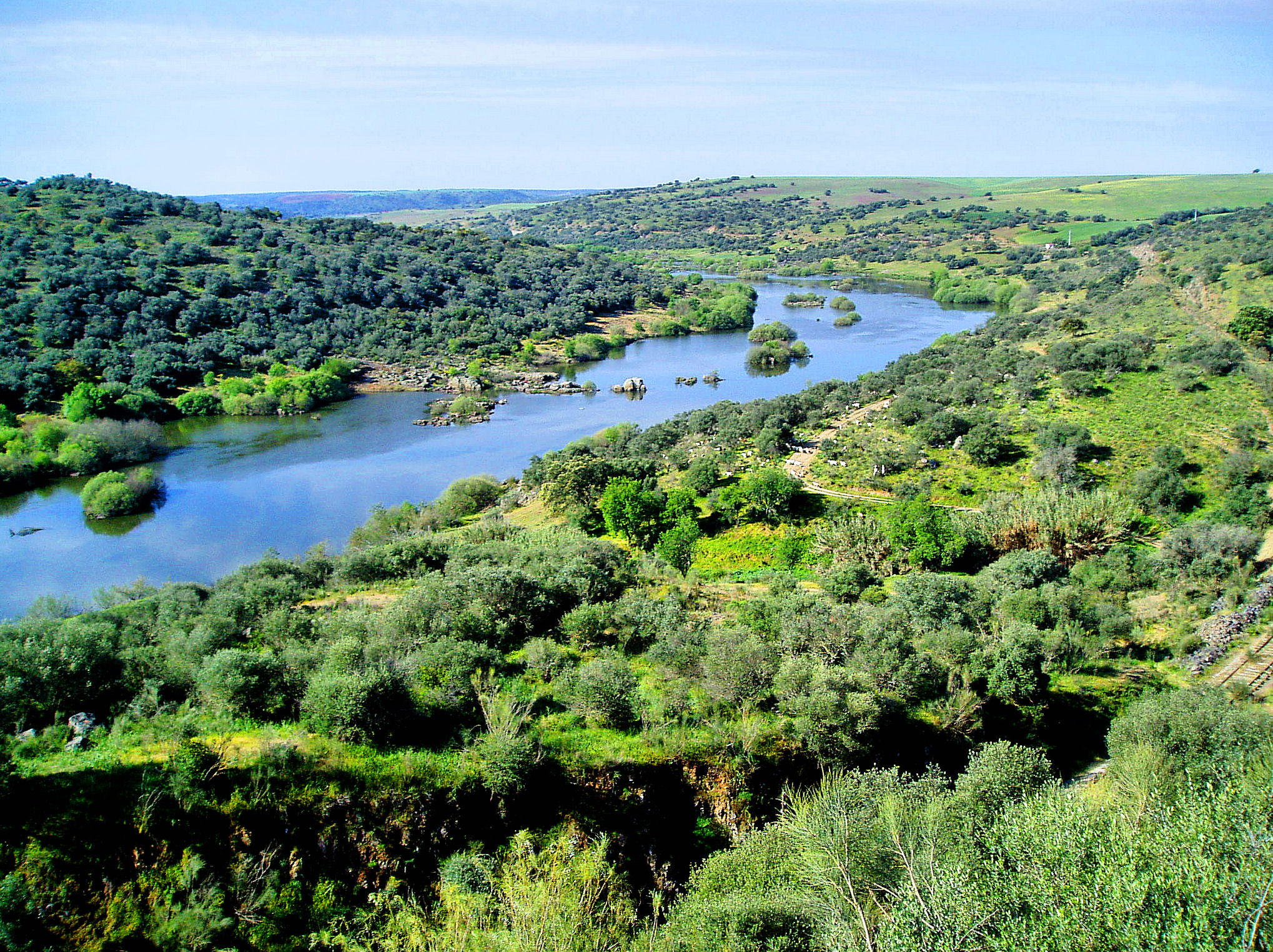
Parque Natural do Vale do Guadiana (Guadiana-dalens naturpark)
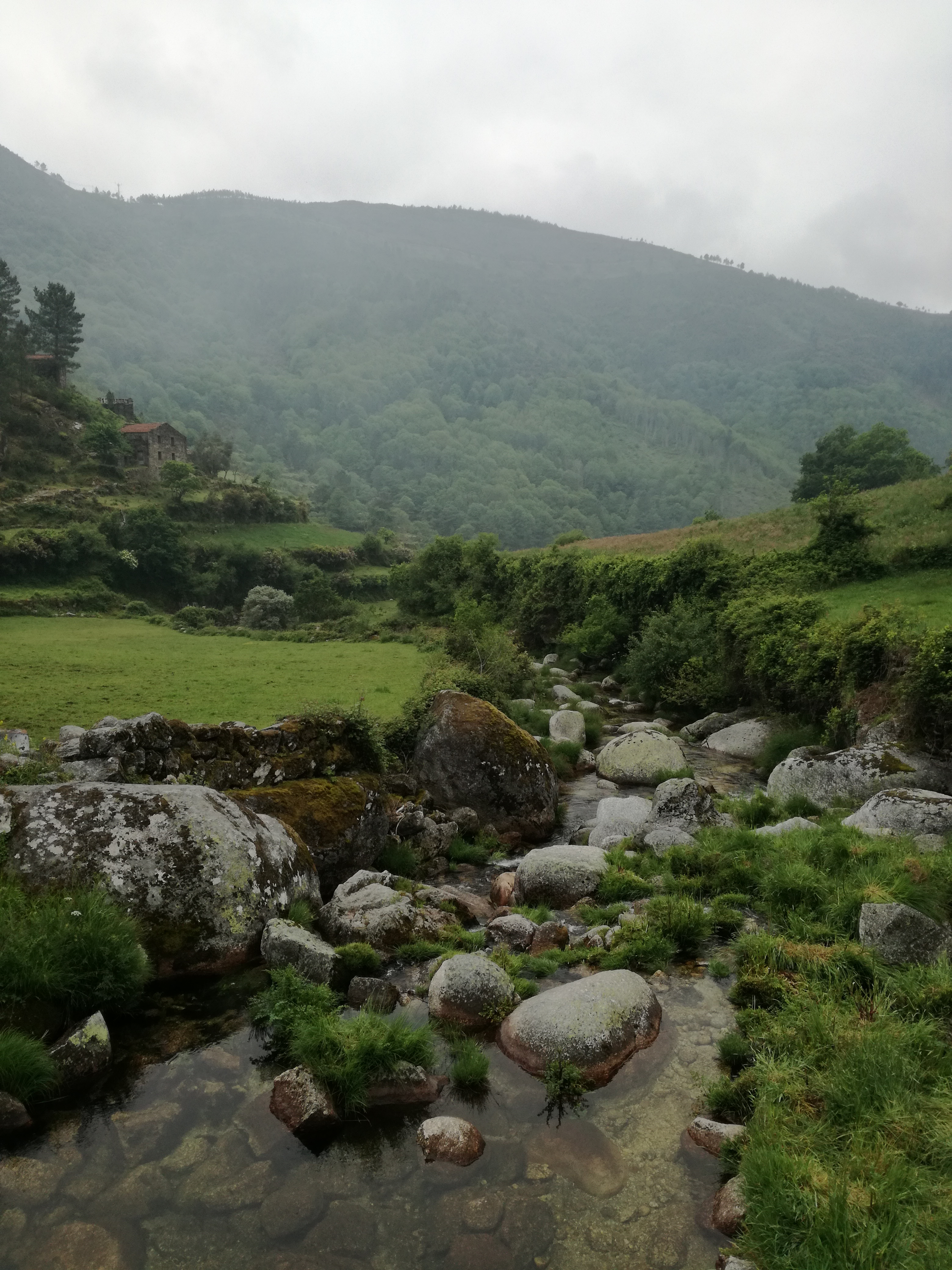
Parque Natural da Serra da Estrela

|                                         |                                |  |
|                                         | Peneda-Gerês                   |  |
| Corno do Bico                           | Montesinho                     |  |
| Lagoa de Bertiandos e São Pedro de Arco | Albufeira de Azibo             |  |
| Litoral norte                           | Alvão                          |  |
| Dunas de São Jacinto                    | Douro Internacional            |  |
| Paul de Arzila                          |                                |  |
| Montes de Santa Olaia e Ferrestelo      | Serra da Estrela               |  |
| Serras de Aire e Candeeiros             | Serra da Malcata               |  |
| Monte de São Bartolomeu                 | Serra do Açor                  |  |
| Berlengas                               | Tejo internacional             |  |
| Serra de Montejunto                     | Pegadas de Dinossauros         |  |
| C. Lapiaz da Granja dos Serrões         | Paul do Boquilobo              |  |
| Granja dos Serrões e Negrais            | Serra de São Mamede            |  |
|                                         | Açude da Agolada               |  |
| Sintra-Cascais                          | Centro Histórico de Coruche    |  |
| Carenque                                | Açude do Monte da Barca        |  |
| Arriba Fóssil da C. Caparica            | Estuário do Tejo               |  |
| Pedreira do Avelino                     | Estuário do Sado               |  |
| Lagosteiros                             | Lagoa de St. André e Sancha    |  |
| Pedra da Mua                            | Vale do Guadiana               |  |
| Gruta do Zambujal                       | Fonte Benémola                 |  |
| Arrábida                                | S.C.Marim-V.R.S. António       |  |
| Sudoeste Alentejano e Costa Vicentina   | Ria Formosa                    |  |
|                                         | Rocha da Pena e Fonte Benémola |  |